# Martinstor
Martinstor – stara średniowieczna brama miejska we Fryburgu Bryzgowijskim w Niemczech, jedna z dwóch pozostałych w tym mieście.

## Historia
Zbudowanie Martinstor datowane jest, dzięki dendrologicznym badaniom drewna, na rok 1202. Pierwsza wzmianka w dokumentach pojawiła się w 1283 roku. Według danych dokumentów brama nazywała się "Porta Sancti Martini". Przez wieki została odbudowywana kilka razy, a czasami służyła także jako więzienie.
Od XVII wieku na południowej stronie miasta postawiono obraz Św. Marcina. Portret Marcina został odnowiony kilka razy, ostatnio w 1851 roku przez Wilhelma Dürra. W 1968 roku obraz Świętego Marcina został usunięty. Wcześniej rada miejska nie zdecydowała się na nowy projekt, tak aby nad tablicą upamiętniającą obronę miasta przed francuskimi wojskami rewolucyjnymi nie pozostała pusta przestrzeń.
Największy projekt został zrealizowany w 1901 roku przez podwyższenie Martinstor w celu umożliwienia przejazdu tramwajem przez bramę. Po zrealizowaniu projektu, miasto zadecydowało zrealizować projekt mający na celu odbudowanie wieży. Wykonawcą projektu był Carl Schäfer. Wieża została podwyższona z 22 do 60 metrów i otrzymała dach w zabytkowym stylu XV wieku. Brama została ozdobiona malowaniem niemieckiego cesarskiego orła na herbach Fryburga i Badenii. Obraz ten został usunięty w 1951 roku. 
Później została umieszczona replika płyty z piaskowca na łuku barokowym z podwójnym orłem Świętego Cesarstwa Rzymskiego.

## Obecnie
Na zachodniej stronie przylegającej do bramy jest restauracja McDonald's, która jednak negatywnie wpływa na wizerunek bramy. Staraniem rady miejskiej udało się zapobiec umieszczeniu logo McDonald's, którego barwy niekorzystnie oddziaływałyby na wizerunek bramy.